# Newfolden
Newfolden és una població dels Estats Units a l'estat de Minnesota. Segons el cens del 2000 tenia 362 habitants.

## Demografia
Segons el cens del 2000, Newfolden tenia 362 habitants, 160 habitatges, i 94 famílies. La densitat de població era de 157 habitants per km².
Dels 160 habitatges en un 30,6% hi vivien nens de menys de 18 anys, en un 46,3% hi vivien parelles casades, en un 8,1% dones solteres, i en un 41,3% no eren unitats familiars. En el 39,4% dels habitatges hi vivien persones soles el 23,8% de les quals corresponia a persones de 65 anys o més que vivien soles. El nombre mitjà de persones vivint en cada habitatge era de 2,26 i el nombre mitjà de persones que vivien en cada família era de 3,04.
Per edats la població es repartia de la següent manera: un 28,7% tenia menys de 18 anys, un 8% entre 18 i 24, un 22,9% entre 25 i 44, un 16,9% de 45 a 60 i un 23,5% 65 anys o més.
L'edat mediana era de 39 anys. Per cada 100 dones de 18 o més anys hi havia 88,3 homes.
La renda mediana per habitatge era de 26.818 $ i la renda mediana per família de 37.917 $. Els homes tenien una renda mediana de 26.071 $ mentre que les dones 18.542 $. La renda per capita de la població era de 14.195 $. Entorn del 6,1% de les famílies i el 12% de la població estaven per davall del llindar de pobresa.

## Poblacions properes
El següent diagrama mostra les poblacions més properes.